# Château de Montlédier
 (mai 2023).
- Si vous ne connaissez pas le sujet, laissez ce bandeau (vous pouvez alors contacter les auteurs).
- Si vous supprimez le contenu mis en cause (vous pouvez préalablement contacter les auteurs),

argumentez précisément cette suppression dans la page de discussion
(un manque de référence n'est pas un argument ; une recherche réelle de référence doit avoir été effectuée, être formellement documentée).
Le château de Montlédier est un château-fort situé à Pont-de-Larn, dans le Tarn (France). Surplombant les gorges de l'Arn, il date du Xe siècle.

## Historique

### Origine
Sûrement construit au Xe siècle, par la famille de Villette, il n'est mentionné qu'au XIIe siècle et appartient alors à un certain Simon de Laurac. La forteresse gardait l'accès au mazamétain.

### DuXIIIesiècleauXIXesiècle
Au XIIIe siècle, le château est renforcé par la construction d'une massive tour carrée.
Au XVIe siècle, les propriétaires du château, à nouveau issus de la famille de Villette se convertissent au protestantisme et se rallient à la cause des huguenots. Le catholique Claude d'Oraison, évêque de Castres aurait d'ailleurs été enfermé au château en 1562.[source insuffisante].

Il existe alors deux versions. La première veut que le domaine ne passe ensuite un temps dans la famille de Monglas, à partir de 1722, pour ensuite appartenir à la famille Dulac de la Clauze. La seconde veut qu'après le mariage en 1697 d'Elisabeth de Villette et de Melchior Dulac, il ne soit transmis à cette même famille Dulac de la Clauze. Il passe ainsi successivement à Joseph puis à Melchior Dulac. Le frère cadet de celui-ci, Emmanuel Dulac, chevalier de l'Ordre de Malte, y meurt d'ailleurs le 16 novembre 1821[source insuffisante]. La famille Dulac le revend finalement en 1885 à une famille d'industriels mazamétains, les Cormouls-Oulès. 

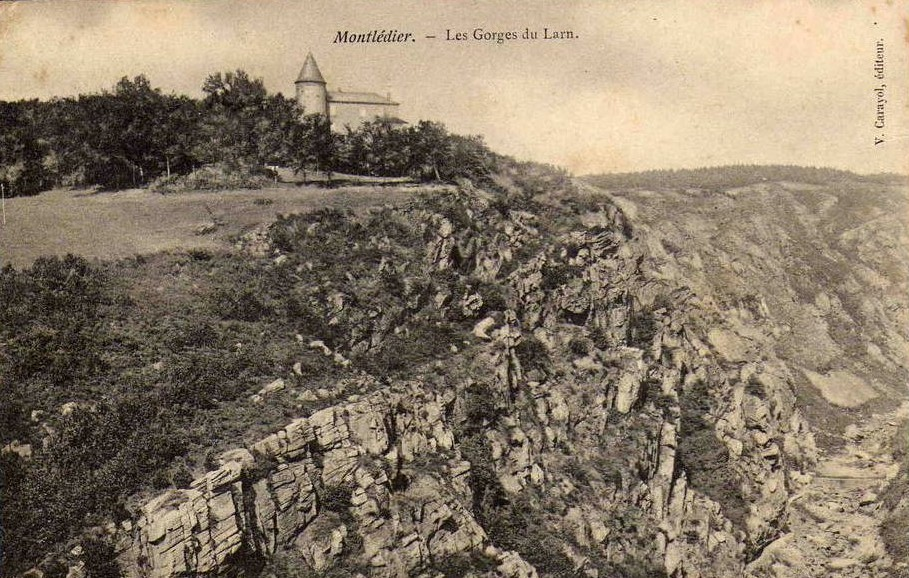
Le château au-dessus des gorges

### XXesiècle
C'est en 1962 que cette famille vend l'édifice, à Francis Sidobre, qui le convertit alors en hôtel de charme, où au fil des ans il a accueilli de grands noms comme Serge Lama, Dalida, Jean Marais, l'ambassadeur d'Australie et celui de Nouvelle-Zélande. Après une nouvelle vente en 1987, il finit par tomber en désuétude, avant d'être finalement racheté à la fin de 2020.

## Architecture
Le château de Montlédier est un grand édifice se composant de deux logis en U accolés. Celui au sud, au-dessus des gorges de l'Arn révèle deux massives tours du XIIIe siècle, une ronde et une carrée. L'ensemble des bâtiments ne possède que peu d'ouvertures sur l'extérieur, à l'exemple de la tour carrée, totalement aveugle. Les crénelages sont parfois impressionnants, donnant à la bâtisse une forte sévérité[réf. souhaitée].
Les salles principales sont placées aux étages pour une meilleure défense, tandis que l'on trouvait une salle des gardes au rez-de-chaussée.
Une rue à Castres porte le nom de rue Montlédier, moins en référence du château que du plus notable de ses propriétaires, François de Villettes.

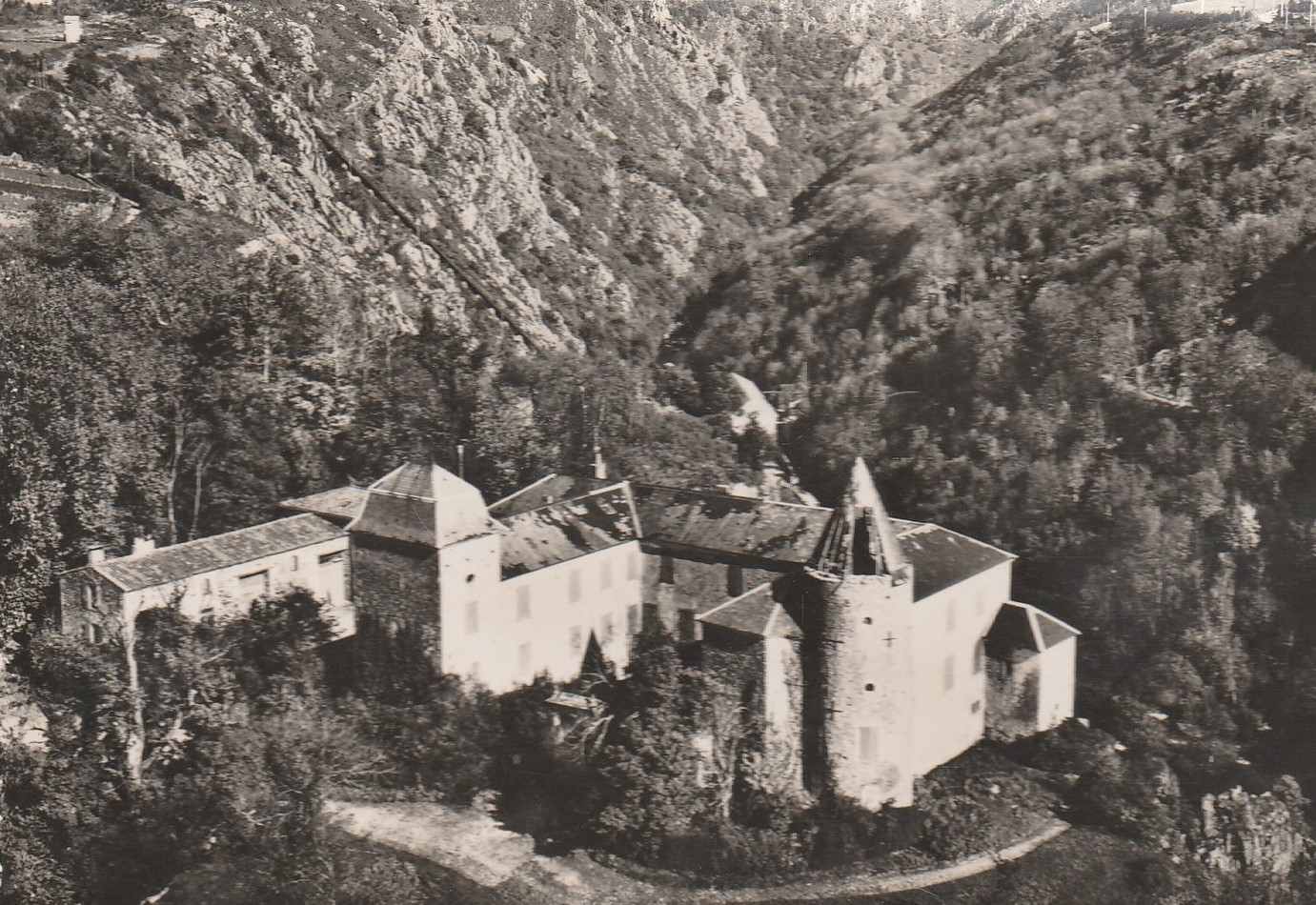
Carte postale du château

## Famille de Villette
Ne doit pas être confondu avec Famille de Chevron-Villette.
La famille de Villette (ou Villettes) est une famille noble originaire du Languedoc qui blasonne "D'azur au lion d'or"
On peut trouver une généalogie détaillée depuis le XVIe siècle dans le Bulletin de la Société d'Histoire du protestantisme français n°67 (janvier-mars 1918).
"Guillaume de Villettes est mentionné dans une transaction du 23 juin 1319, où il est qualifié de seigneur de Montlédier, cette antique forteresse si fièrement campée sur un rocher élevé au bord de l’Arn, et que Borel décrit ainsi dans ses Antiquités Castraises : « Mounlaidier, où il y a un horrible précipice, où on dit s’estre autrefois trouvé un dragon et une esclarboucle ». C’est généralement sous le nom de Montlédier que seront désormais désignés ses descendants."
I- Noble Pierre de Villette, seigneur de Montlédier, teste le 4 février 1560. De son épouse Catherine de Brefeuil, il laisse trois fils et deux filles: a) François, qui suit. b) Sébastien, seul de sa famille à être resté catholique. Capitaine dans l'armée royale, il est tué le 25 juin 1569 à la bataille de La Roche-l'Abeille. c) Pierre, gouverneur de Puylaurens lors de l'assaut de l'armée catholique du comte d'Aubijoux le 7 avril 1568. Il résiste bravement jusqu'à l'arrivée des secours conduits par son frère François, qui permettent de repousser l'assaut. Cet épisode est détaillé dans les Mémoires de Jacques Gaches. d) Françoise, mariée le 25 juillet 1568 à Antoine de Baud, seigneur de La Motte. e) Jeanne, mariée à Georges Dumas, seigneur de Cantaussel.
II- François de Villette, seigneur de Montlédier épouse par contrat du 21 février 1567 Anne de Génibrouse, de la famille des vicomtes de Saint-Amans. Voici les lignes que lui consacre Camille Rabaud, dans son Histoire du Protestantisme dans l'Albigeois et le Lauragais (1873) : 
"Le plus vaillant compagnon d'œuvre de Guillot était le seigneur de Montledier, près Mazamet. François de Villette avait, de bonne heure, embrassé le protestantisme avec son frère Pierre ; il en demeura, jusqu'à la fin, un des champions les plus intelligents et les plus vigoureux. Il guerroya dans l'Agenais pendant la deuxième guerre religieuse ; il aida les réformés à reprendre Castres ; envoyé à Puylaurens avec trois cents arquebusiers , pour secourir son frère qui y commandait, il en fit lever le siége (7 avril 1568). À la troisième guerre, il est nommé capitaine d'une compagnie de cavalerie. Il est à la fameuse assemblée de Pierre-Ségade (1572), avec tous les chefs importants ; là, il reçoit de Paulin le gouvernement de Roquecourbe. Député aux états de Montpellier, présidés par Damville (1575) ; enfin, il aide Du Villa dans sa tentative contre Carcassonne (1588); alors ses traces disparaissent."
Il laisse trois enfants : a) Madeleine, épouse (1583) Jacques de Rouzet, sieur de la Nogarède. b) Anne, qui fut reçue dans l'Église le 22 juin 1578 (registres de Mazamet). c) Sébastien, qui suit.
III- Sébastien de Villettes, sieur de Montledier, fut père de a) Jacques, qui suit, et b) Léa qui épousa Jean d'Avessens, seigneur de Saint-Rome et d’Aguts. Elle testa en 1661, faisant des dons aux Églises protestantes d’Aguts et de Péchaudier.
IV- Jacques de Villettes, seigneur de Montlédier, est en 1651 le représentant de l'Église réformée de Pont de l'Arn au synode provincial de Castres. Il fait reconnaître ses droits sur Montlédier et  Pont de l’Arn en 1652. Il avait épousé en 1619 Isabeau de Rouzet du Causse, qui testa en 1664 et lui donna 4 enfants : a) Jean, qui suit, b) Lucrèce, décédée célibataire à Montlédier en 1701, et qui ne put être enterrée à l'église pour cause de religion; c) Olympe, décédée sans alliance; d) Pierre, seigneur de la Vaisse, né le 14 août 1635, qui devint lieutenant-général des armées du Roi, gouverneur du Fort-Louis du Rhin ; son fils, Pierre-Balthazar, seigneur de la Vaisse, fut gouverneur de Saint-Antonin, puis Bailli et gouverneur de Longwy.
V- Jean de Villettes, seigneur de Montledier, mort avant 1690. Il avait épousé en 1666 Marguerite de Carlot, de Castres, que Benoît cite parmi les persécutés  Dans les années qui suivirent la Révocation de l'édit de Nantes, elle protégea et hébergea les pasteurs itinérants qui poursuivaient leurs prédications au péril de leur vie. Des assemblées du Désert se tiennent sur les terres de Madame de Montlédier. Ils avaient eu sept enfants qui constituent la dernière génération des Villettes de Montlédier : a) Jean qui émigra en Angleterre lors de la Révocation de l'édit de Nantes. Il devint directeur de l'hôpital français de Londres où il mourut après 1721. Certains de ses descendants occupèrent la même fonction (Arthus de Villettes en 1753, Henri-Clinton de Villettes en 1777, Guillaume de Villettes en 1779). b) Marguerite, qui émigra avec son frère et épousa à Dublin Joseph d'Avessens, lieutenant de dragons. c) Isabeau, qui épouse le 16 avril 1692 à Castres Melchior du Lac, seigneur de la Clause. d) Annibal, né en 1674. Lieutenant-colonel de dragons. Célibataire, il est le dernier Villettes de Montlédier. e) Françoise, épouse d'Augustin de Mascarenc, sieur de Las Planes. f) Marie, épouse d'Alexandre de Sevin. g) Alexandre mort à l'âge de 3 ans en 1687.
À la mort d'Annibal de Villettes, Montlédier passa aux du Lac, famille catholique dont les membres, selon Gaston Tournier "prirent à cœur d’effacer tout reste de l’hérésie de leurs aïeux. Messire Joseph, marquis du Lac, chevalier de l’ordre militaire de Saint-Louis, seigneur de Montlédier, etc., érigea dans le château une chapelle particulière qui existe toujours, quoique désaffectée, et qui fut consacrée avec autorisation expresse de l’évêque, le 15 juillet 1757.
Le château lui-même fut en grande partie reconstruit dans le cours du XVIIIe siècle. Admirablement situé, il présente toujours une masse imposante avec ses deux grandes cours et ses salles voûtées. Le dernier marquis du Lac le vendit en 1873 à M. Jules Cormouls-Houlès de Mazamet. "